# Азовка (персонаж)

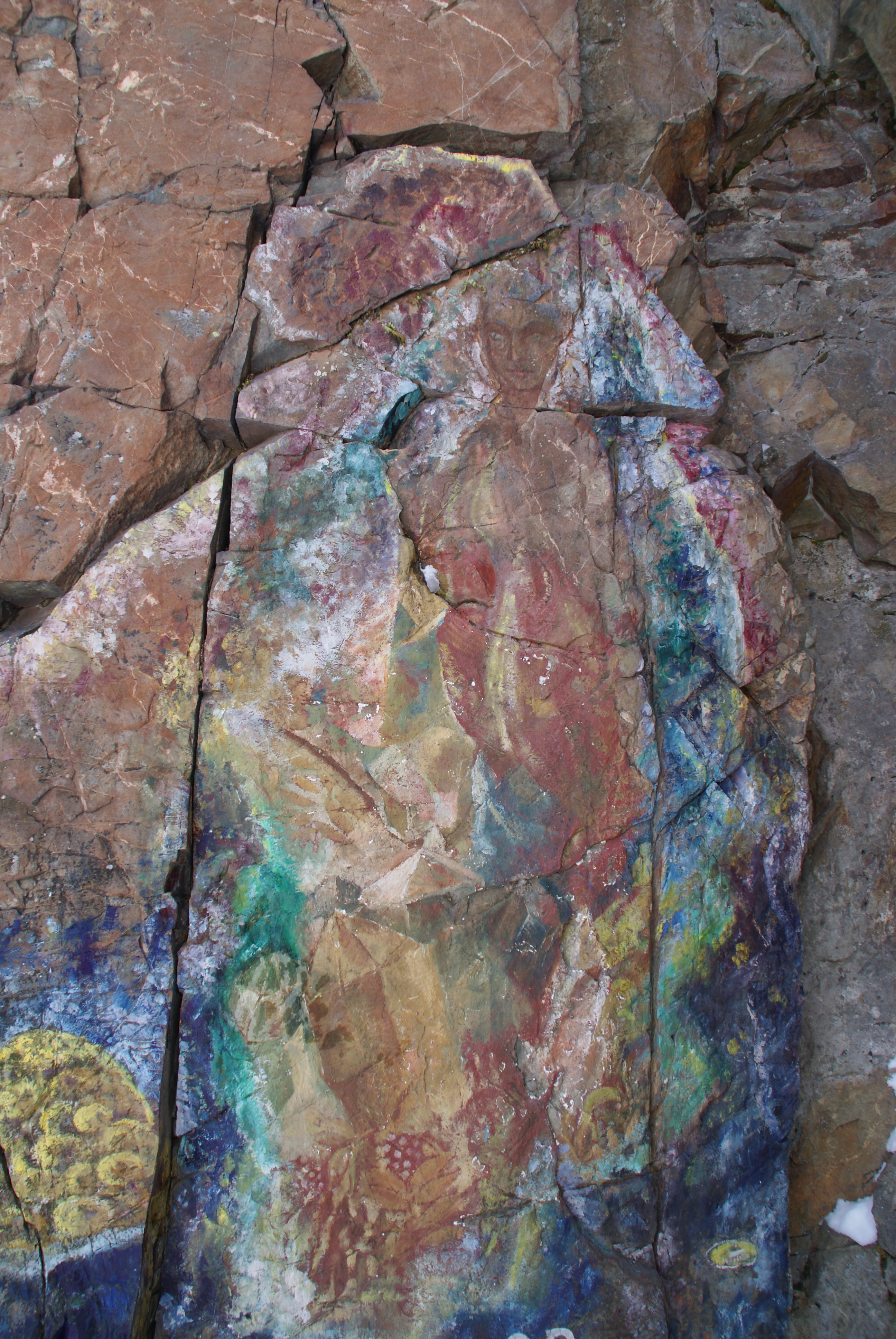
Наскальное изображение Азовки, сделанное студентами местного художественного училища, регулярно обновляется

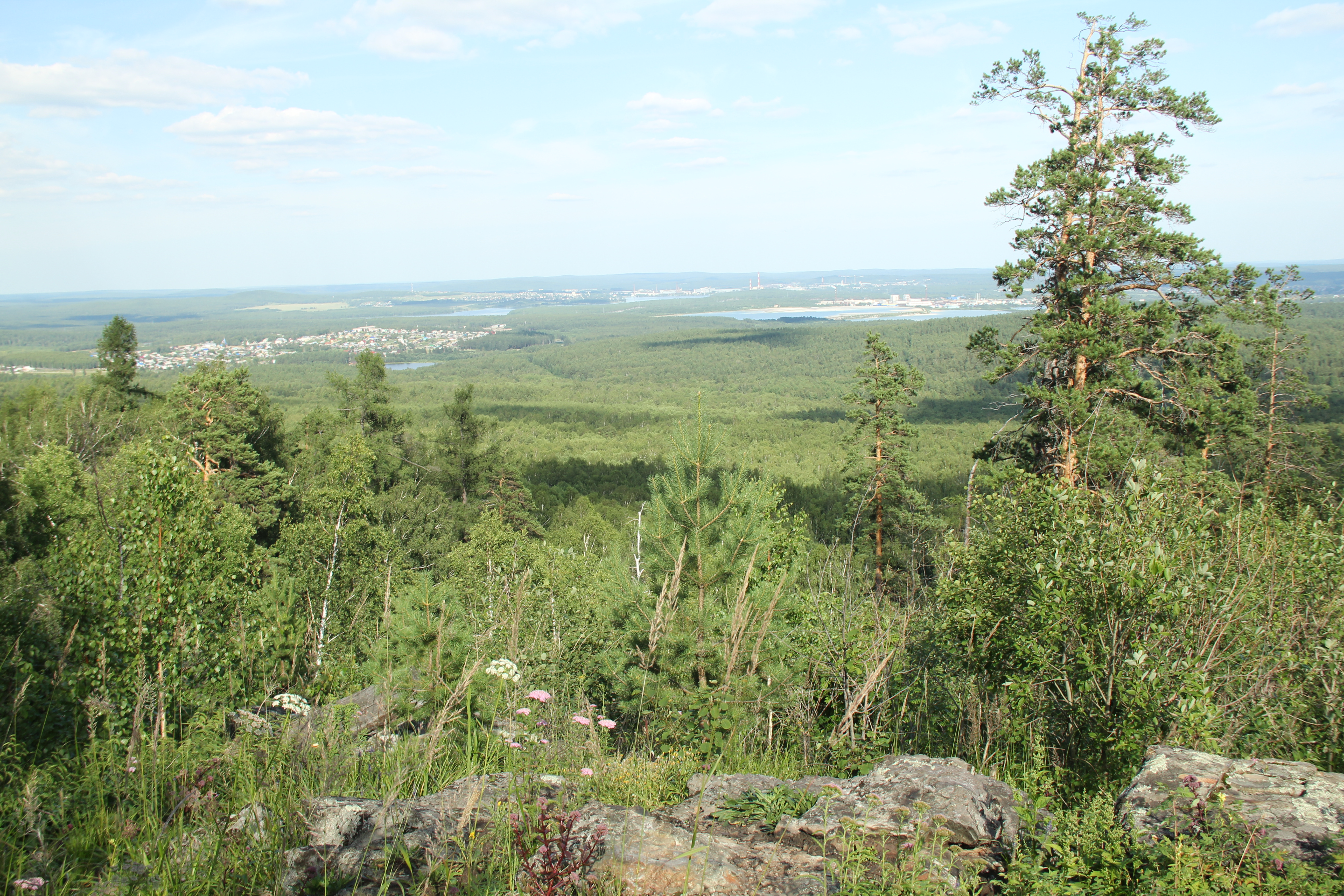
Вид с горы Азов на город Полевской

Азовка-девка (Малахитница) — персонаж уральского фольклора, дух места и страж кладов горы Азов. Известна по описанию её П. П. Бажовым в 1936 году. Гора расположена в 8 км от горнодобывающего посёлка Полевской, где находится Гумёшевский медный рудник, с духом которого — Хозяйкой медной горы, тоже описанной Бажовым, — Азовка иногда ассоциировалась.
Легенды о ней связаны с золотым прииском, бывшими одно время в низовьях горы.

## Возникновение легенды
Хотя окрестности горы Азов богаты минералами, сама она не является местом горной выработки, а с древности была культовым местом вогулов (манси), также известных как «стары люди» или чудь белоглазая. Даже после прихода сюда русских поселенцев и строительства Полевского завода в 1700-х годах вогулы не забывали свои святыни на горе, возможно продолжая совершать языческие обряды. Православные христиане относились с опаской к языческой скале и «странным людям».
Интересно, что после публикации сказов П. П. Бажова, впечатлённые ими местные школьники в 1940-м году обнаружили на горе археологический клад, и передали его, через приехавшего Бажова, Областному краеведческому музею. Клад датируется IV—III веками до н. э., и состоит из около 40 изделий: медных идолов, изготовленных в виде летящих хищных птиц с двумя парами крыльев, круглых бляшек, свернувшегося кольцом изображения волка. Предполагается, что в те времена такие птицы были атрибутом священного ритуала выплавки металлов, и по поверью древних металлургов, ассоциировались с огнём солнца и горна. Также в гроте горы были обнаружены 10 идолов.
К отношению к горе как к странному языческому месту впоследствии прибавилась легенда о злом призраке девки, стерегущей клад, и о живущих в пещерах горы разбойниках. Поговаривали, что эта девка — заколдованная татарская царевна, или наоборот, пленённая там татарами, и проклятая навек охранять клады, или слуга тёмной силы, или представительница «старых людей», которые спрятали в Азове — золото, а в Гумёшевском медном руднике («медной горе») — медь.
В сказе П. П. Бажова «Дорогое имячко», описывается, что «стары люди» не знали ценности золота, к тому времени когда Урал стали осваивать русские колонисты. Один из них, будучи серьёзно избит за утаивание места, где нашёл золото, пожелал предупредить «старых людей» и, раненый, еле добрался до горы. Там его выходила девушка по имени Азовка, и он, подучив местный язык, рассказал старым людям о ценности золота и обучил их пользоваться огнестрельным оружием. Он сказал им спрятать валяющиеся по всей округе золотые самородки и хризолиты в пещеру горы, чтобы не привлекать внимание кладоискателей. А также использовать горы Азов и Думная как сигнальные вышки, подавая сигналы огнём при обнаружении идущих кладоискателей, которых после этого дозорные убивали. Однако впоследствии слухи о золотом месторождении всё равно дошли до царя, и в район пришли войска с пушками. Парень к этому времени так и не смог ходить без помощи Азовки и, не оправившись от ран, умирал в пещере с сокровищами. Он заповедовал ей, что после его смерти к ней придёт другой жених и сможет войти, назвав её тайное имя. После его смерти «в ту же минуту Азов-гора замкнулась».
А там, слышь-ко, пещера огромадная. И все хорошо облажено. Пол, напримерно, гладкий-прегладкий, из — самого лучшего мрамору, а посредине ключ, и вода, как слеза. А кругом золотые штабеля понаторканы как вот на площади дрова, и тут же, не мене угольной кучи, кразелитов насыпано.
И как-то устроено, что светло в пещере. И лежит в той пещере умерший человек, а рядом девица неописанной красоты сидит и не утыхаючи плачет, а совсем не старится. Как был ей восемнадцатый годок в доходе, так и остался. Охотников в ту пещеру пробраться много было. Всяко старались. Штольни били — не вышло толку. Даже диомит, слышь-ко, не берет. Хотели обманом богатство добыть. Придут это к горе, да и кричат слова разные, как почуднее. Думают, не угадаю ли, дескать, дорогое имячко, которое само пещеру откроет.

Известно, дураки. Сами потом как без ума станут. Болбочут, а что — разобрать нельзя. Имена, слышь-ко, все выдумывают. Нет, видно, крепкое заклятие на то дело положено. Пока час не придет, не откроется Азов-гора. Одинова только знак был. Это когда ещё батюшка Омельян Иваныч объявился и рабочие на Думной горе собираться стали. Так вот старики наши сказывали, будто на то время из Азов-горы как песня слышалась. Розно мать с ребёнком играет и веселую байку поет.
Легенды о ней связывалось с тем, что внизу горы одно время разрабатывался богатейший золотой прииск.
Была и другая версия сказов, где фигурировали больше «старая дорога» и горы Азов и Думная, под которой действовал Полевской медеплавильный завод. Эта версия сказов относится больше к кладоискательским: в ней говорилось о кладах, а не о «земельном богатстве». На этих горах жили разбойники, грабившие обозы купцов на Ревдинской и Уфалейской дорогах, где перевозили золото и драгоценные камни с приисков и рудников. Захваченное складывали в пещеру Азов-горы, а сигналы о проходе обозов подавали с гор как с сигнальных вышек. Будто бы среди разбойников видел женщину, жену атамана, которая возглавила банду после его убийства, но разбойники замуровали её в пещеру вместе с её богатством.
Азовка очень ревностно сторожит клады. Открывает к ним доступ при указании пароля, который может быть её тайным именем, неким знаком, словами песни и после этого встречает гостя «крепким стоялым пивом» и даёт брать из богатства всё «что полюбится». При этом её описывали то как добровольную хранительницу клада, то как прикованную цепями в Азов-горе и отпугивающую людей стонами и криками. В некоторых быличках она изображается страшилищем огромного роста и непомерной силы.

## Анализ преданий
Пещера Азов-горы объединяла два вида сказов:
- кладоискательские — о кладах в горе «вольных людей», живших тут, вблизи «старой дороги»,
- горняцкие — пытающиеся объяснить скопление здесь «земельных богатств». В них фигурировали «стара земля», «стары люди» и «тайна сила».

Это обуславливало различные вариации слияний образов и сюжетов. Поэтому девка-Азовка иногда считается прообразом Хозяйки медной горы, а иногда не связана с ней, находясь в её подчинении. Как писал Бажов: «Стары люди» получили черты «вольных людей», и наоборот. Красавица — жена атамана или «береговая девка» судебных приказов — превращается в «каменную девку», «малахитницу», «Хозяйку горы». Хозяйка из безразличной хранительницы «земельных богатств» превращается в сознательную: одним помогает, сама показывает, облегчает доступ к богатствам, других «отводит», обманывает или губит.
О девке-Азовке удалось записать около 20 преданий.
Часть рассказчиков заявила, что сказы про девку-Азовку являются выдумкой. Одна из рассказчиц заявила, что дым на Азов-горе произошёл не потому, что Азовка затопила печь, как записано у Бажова, а потому, что жившие на горе люди, бежавшие в леса во время крепостного права, так подавали сигнал сообщникам о приближении купцов с товарами.